# Max Petterson
Max Petterson Freitas Monteiro (Crato, 16 de janeiro de 1994), mais conhecido como Max Petterson é um ator, youtuber, empresário e comediante brasileiro.
Max Petterson é conhecido por ter se mudado para França em 2014 após conseguir vaga na Universidade de Paris-VIII e documentar a vida em Paris no YouTube, com mais de 33 milhões de visualizações. Max recebeu maior repercussão com um vídeo viral sobre o calor na França.
O primeiro filme de atuação de Max, "Bem-vinda a Quixeramobim" terá estreia em 4 de abril de 2022 no Festival de Cinema Brasileiro de Paris.

## Biografia

### Infância e artes cênicas
Max Petterson nasceu e cresceu na cidade de Farias Brito, região do Cariri, interior do Ceará.  Ele é filho único de Ana Magnólia Monteiro.
Cursou o ensino médio na Escola Gabriel Bezerra de Morais. Teve participação em especiais infantis dos programas das Rádios Curtição FM e Rádio Cultura AM de 2003 a 2006. O primeiro contato direto como atuação aconteceu por intermédio da prefeitura e de uma professora do Ensino Fundamental em 2004. Com o encerramento desse projeto, Max participou da formação da companhia de teatro "Curumins do Sertão" em 2006. Após sair do grupo, Max entrou para a Universidade Regional do Cariri em 2011 para cursar teatro, porém decide deixar o curso pela dificuldades em sua linha de pesquisa no começo de 2013. Após negativas de universidades brasileiras, por intermédio de seu orientador Márcio Rodrigues, Max contatou a Faculdade de Sorbornne, na França, em busca de informações sobre bolsas de estudo no país, obtendo resposta e iniciando o processo seletivo.
Após meses recebendo negativas de duas faculdades francesas, em julho de 2014 foi aprovado na Universidade de Paris-VIII. Um mês antes de se mudar, por dificuldades financeiras, Max havia lançado uma campanha de arrecadação de dinheiro para custear a sua passagem para França, onde teve sucesso e sendo destaque no jornal local do Cariri.
Em 2017, após compartilhar suas impressões sobre o calor francês em vídeo no YouTube, Max viralizou, tendo mais de 1 milhões de visualizações. Desde 2018, Max dedica-se a produção de YouTube com vídeos com curiosidades da cultura e arte da região francesa junto com a empresa de turismo que criou para essa finalidade.
Em 28 de fevereiro de 2019, Max foi convidado para o ato de abertura dos shows de stand-up de Whindersson Nunes "Eita Casei" na França. Em 24 janeiro de 2020, Max retornou ao Brasil para apresentar o stand-up "Bôcu Bonjour" em Fortaleza.

### 2021–presente: Primeiro filme, "Bem Vinda a Quixeramobim" e série "O Cangaceiro do Futuro"
Em Outubro de 2020, Max retornou ao Brasil para as gravações de participação em seu primeiro filme, "Bem-vinda a Quixeramobim" produzido pela Globo Filmes e dirigido por Halder Gomes. No longa, Max interpreta o motorista de buggy, Eri. As gravações do filme se encerraram em 19 de dezembro de 2020. Em 18 de fevereiro de 2021, Max ilustrou a capa da revista O Povo Cariri, parte do Jornal O Povo, onde relatou sua trajetória artistica e sobre seu primeiro filme afirmou "[...] Foi um processo muito rico, um elenco maravilhoso, o Halder é uma pessoa maravilhosa de se trabalhar, super aberta, um elenco feito com 90% de nordestinos, era um negócio muito familiar, muito bacana.". Anunciado em 07 de fevereiro de 2022, o filme estreara no 24º Festival do Cinema Brasileiro de Paris no dia 3 de abril.
Novamente retornando ao Brasil em Novembro de 2021, Max foi convidado para participar da série de humor dirigida por Halder Gomes e produzida pela Netflix, "O Cangaceiro do Futuro" que conta com Edmilson Filho, Chandelly Braz e Dudu Azevedo. Com o início de gravações em Novembro de 2021 a 6 de fevereiro de 2022, a série tem como enredo a chegada de um habitante ao distrito de Quixadá vindo do futuro. "Cangaceiro do Futuro" tem estreia prevista para o final de 2022.

## Filmografia
| Ano       | Título                 | Personagem   | Nota(s) | Ref    |
| --------- | ---------------------- | ------------ | ------- | ------ |
| 2018-2020 | Caririiiêêêiii         | Apresentador |         | [ 22 ] |
| 2022      | O Cangaceiro do Futuro | Amaro        |         | [ 21 ] |
| 2023      | Cine Holliúdy          | C.B.         |         | [ 23 ] |

| Ano  | Título                   | Personagem | Nota(s) | Ref    |
| ---- | ------------------------ | ---------- | ------- | ------ |
| 2022 | Bem-vinda a Quixeramobim | Eri        |         | [ 15 ] |

| Período       | Título       | Personagem | Nota                                                 | Ref    |
| ------------- | ------------ | ---------- | ---------------------------------------------------- | ------ |
| 2019          | Bôcu Bonjour | Ele mesmo  | Ato de abertura do show de Whinderson Nunes em Paris |        |
| 2020-presente | Bôcu Bonjour | Ele mesmo  | Show de Stand up                                     | [ 24 ] |